# Кейті (Техас)
Кейті (англ. Katy) — місто (англ. city) в США, в округах Гарріс, Форт-Бенд і Воллер штату Техас. Населення — 21 894 особи (2020).

## Географія
Кейті розташоване за координатами 29°47′29″ пн. ш. 95°49′37″ зх. д. / 29.79139° пн. ш. 95.82694° зх. д. (29.791342, -95.827009).  За даними Бюро перепису населення США в 2010 році місто мало площу 29,26 км², з яких 29,15 км² — суходіл та 0,11 км² — водойми.

## Демографія
Згідно з переписом 2010 року, у місті мешкали 14 102 особи в 4752 домогосподарствах у складі 3720 родин. Густота населення становила 482 особи/км².  Було 4972 помешкання (170/км²).
Расовий склад населення:
| - 80,1 % — білих - 5,3 % — чорних або афроамериканців - 1,5 % — азіатів - 0,6 % — корінних американців - 9,5 % — осіб інших рас |

До двох чи більше рас належало 3,0 %. Частка іспаномовних становила 29,0 % від усіх жителів.
За віковим діапазоном населення розподілялося таким чином: 27,7 % — особи молодші 18 років, 61,1 % — особи у віці 18—64 років, 11,2 % — особи у віці 65 років та старші. Медіана віку мешканця становила 36,4 року. На 100 осіб жіночої статі у місті припадало 96,7 чоловіків;  на 100 жінок у віці від 18 років та старших — 94,1 чоловіків також старших 18 років.
Середній дохід на одне домашнє господарство  становив 83 531 долар США (медіана — 70 526), а середній дохід на одну сім'ю — 100 436 доларів (медіана — 82 829). Медіана доходів становила 53 274 долари для чоловіків та 45 165 доларів для жінок. За межею бідності перебувало 8,4 % осіб, у тому числі 10,0 % дітей у віці до 18 років та 8,5 % осіб у віці 65 років та старших.
Цивільне працевлаштоване населення становило 7724 особи. Основні галузі зайнятості: освіта, охорона здоров'я та соціальна допомога — 17,7 %, науковці, спеціалісти, менеджери — 15,3 %, будівництво — 9,6 %, роздрібна торгівля — 8,6 %.